# Pleurothallis calolalax
Pleurothallis calolalax är en orkidéart som beskrevs av Carlyle August Luer och Rodrigo Escobar. Pleurothallis calolalax ingår i släktet Pleurothallis och familjen orkidéer. Inga underarter finns listade i Catalogue of Life.